# Lista över Kroatiens banker
Detta är en lista över de största bankerna i Kroatien. Listan är rangordnad efter bankernas omsättning efter de två första kvartalen 2006. Utöver dessa se även Kroatiska nationalbanken.

## Lista
| Nr  | Bank                              | Omsättning      | Förändring | Bruttovinst     | Grundkapital    |
| --- | --------------------------------- | --------------- | ---------- | --------------- | --------------- |
|     |                                   | i tusental kuna | i procent  | i tusental kuna | i tusental kuna |
| 1.  | Zagrebačka banka d.d. (Zaba)      | 66.187.318      | 4,37       | 467.444         | 6.008.766       |
| 2.  | Privredna banka Zagreb d.d.       | 50.534.671      | 5,56       | 519.557         | 4.370.887       |
| 3.  | Erste & Steiermärkische Bank d.d. | 32.764.352      | 7,67       | 207.253         | 1.730.994       |
| 4.  | Raiffeisenbank Austria (RBA) d.d. | 29.824.663      | 4,06       | 251.256         | 2.909.363       |
| 5.  | Splitska banka d.d.               | 24.406.431      | 4,45       | 153.686         | 1.688.030       |
| 6.  | Hypo Alpe-Adria-Bank d.d.         | 20.307.673      | 5,18       | 117.798         | 2.149.455       |
| 7.  | Hrvatska poštanska banka d.d.     | 10.130.582      | 38,72      | 67.458          | 731.196         |
| 8.  | OTP banka Hrvatska d.d.           | 9.258.780       | 6,69       | 64.990          | 688.028         |
| 9.  | Slavonska banka d.d.              | 8.217.867       | 14,46      | 40.536          | 1.040.042       |
| 10. | Volksbank d.d.                    | 4.872.298       | 23,72      | 14.797          | 435.837         |
| 11. | Međimurska banka d.d.             | 2.297.879       | 4,11       | 22.912          | 207.305         |
| 12. | Podravska banka d.d.              | 1.875.821       | 4,08       | 6.689           | 164.513         |
| 13. | Istarska kreditna banka Umag d.d. | 1.741.124       | 2,32       | 11.902          | 136.856         |
| 14. | Jadranska banka d.d.              | 1.675.642       | 1,78       | 10.046          | 180.278         |
| 15. | Croatia banka d.d.                | 1.440.506       | -1,42      | 584             | 148.216         |
| 16. | Karlovačka banka d.d.             | 1.227.342       | 9,14       | 5.106           | 77.373          |
| 17. | Banka Sonic d.d.                  | 1.054.117       | 32,03      | 7.809           | 78.533          |
| 18. | Credo banka d.d.                  | 1.027.169       | 1,70       | 1.759           | 80.154          |
| 19. | Partner banka d.d.                | 948.706         | -8,05      | 14.529          | 139.911         |
| 20. | Štedbanka d.d.                    | 940.919         | 6,18       | 32.374          | 232.111         |
| 21. | Kreditna banka Zagreb d.d.        | 894.194         | -2,11      | 11.731          | 143.594         |
| 22. | Centar banka d.d.                 | 893.268         | 6,68       | 4.528           | 161.114         |
| 23. | Slatinska banka d.d.              | 881.381         | 2,12       | 6.919           | 131.771         |
| 24. | Banka Kovanica d.d.               | 788.919         | 13,24      | 942             | 52.021          |
| 25. | Imex banka d.d.                   | 631.682         | 5,09       | 4.452           | 69.824          |
| 26. | Varaždinska banka (VABA) d.d.     | 617.060         | 95,97      | -839            | 61.563          |
| 27. | Nava banka d.d.                   | 421.144         | 15,76      | 1.799           | 86.466          |
| 28. | Kvarner banka d.d.                | 396.634         | 17,49      | 3.525           | 69.066          |
| 29. | Požeška banka d.d.                | 356.883         | -4,93      | -1.251          | 10.780          |
| 30. | Gospodarsko-kreditna banka d.d.   | 344.577         | -9,89      | 8.863           | 90.871          |
| 31. | Samoborska banka d.d.             | 325.466         | -1,13      | 1.808           | 67.097          |
| 32. | Banka Brod d.d.                   | 222.560         | 18,48      | 3.161           | 41.983          |
| 33. | Splitsko-dalmatinska banka d.d.   | 155.967         | 3,34       | 1.326           | 43.200          |
| 34. | Primorska banka d.d.              | 111.216         | -0,86      | -1.487          | 40.987          |

Listan är uppdaterad från den 30 juni 2006.